# Drosophila (undersläkte)
Drosophila är ett undersläkte med samma namn som släktet Drosophila som det ingår i. Indelningen av släktet Drosophila i undersläkten och användandet av undersläktet Drosophila startades av Alfred Sturtevant 1939. Undersläktet innehåller 46 artgrupper, fem artkomplex utan indelning i artgrupper och 100 arter som inte delats in i artgrupper eller är del av artkomplex.

## Lista över artgrupper, artkomplex och arter inom undersläktet[2]

### Artgrupper
- Drosophila angor (artgrupp)
- Drosophila annulimana (artgrupp)
- Drosophila antioquia (artgrupp)
- Drosophila asiri (artgrupp)
- Drosophila atalaia (artgrupp)
- Drosophila aureata (artgrupp)
- Drosophila bizonata (artgrupp)
- Drosophila bromeliae (artgrupp)
- Drosophila calloptera (artgrupp)
- Drosophila canalinea (artgrupp)
- Drosophila caponei (artgrupp)
- Drosophila carbonaria (artgrupp)
- Drosophila cardini (artgrupp)
- Drosophila coffeata (artgrupp)
- Drosophila curviceps (artgrupp)
- Drosophila dreyfusi (artgrupp)
- Drosophila flavopilosa (artgrupp)
- Drosophila funebris (artgrupp)
- Drosophila guarani (artgrupp)
- Drosophila guttifera (artgrupp)
- Drosophila histrio (artgrupp)
- Drosophila immigrans (artgrupp)
- Drosophila macroptera (artgrupp)
- Drosophila melanica (artgrupp)
- Drosophila mesophragmatica (artgrupp)
- Drosophila morelia (artgrupp)
- Drosophila nannoptera (artgrupp)
- Drosophila nigrosparsa (artgrupp)
- Drosophila onychophora (artgrupp)
- Drosophila pallidipennis (artgrupp)
- Drosophila peruensis (artgrupp)
- Drosophila picta (artgrupp)
- Drosophila pinicola (artgrupp)
- Drosophila polychaeta (artgrupp)
- Drosophila quadrisetata (artgrupp)
- Drosophila quinaria (artgrupp)
- Drosophila repleta (artgrupp)
- Drosophila robusta (artgrupp)
- Drosophila rubrifrons (artgrupp)
- Drosophila simulivora (artgrupp)
- Drosophila sticta (artgrupp)
- Drosophila testacea (artgrupp)
- Drosophila tripunctata (artgrupp)
- Drosophila tumiditarsus (artgrupp)
- Drosophila virilis (artgrupp)
- Drosophila xanthopallescens (artgrupp)

### Artkomplex utan indelning i artgrupper

#### Artkomplexetacelidota
- Drosophila acelidota
- Drosophila asticta
- Drosophila cathara
- Drosophila colobos

#### Artkomplexetacrostigma
- Drosophila acrostigma
- Drosophila pterocelis
- Drosophila stictoptera

#### Artkomplexetgata
- Drosophila gata
- Drosophila neogata
- Drosophila paragata

#### Artkomplexetloiciana
- Drosophila allochroa
- Drosophila diplochaeta
- Drosophila loiciana
- Drosophila matileana
- Drosophila pachneissa
- Drosophila pruinosa
- Drosophila semipruinosa
- Drosophila stephanosi
- Drosophila xanthochroa

#### Artkomplexetorphnaea
- Drosophila erebopis
- Drosophila orphnaea
- Drosophila zophea

### Övriga arter
- Drosophila acanthomera
- Drosophila adamisa
- Drosophila adamsi
- Drosophila alternolineata
- Drosophila amphibolos
- Drosophila amplipennis
- Drosophila apag
- Drosophila aracea
- Drosophila asymmetrica
- Drosophila atacamensis
- Drosophila avicennai
- Drosophila bageshwarensis
- Drosophila bella
- Drosophila bishtii
- Drosophila boletina
- Drosophila brachytarsa
- Drosophila calatheae
- Drosophila campylophalla
- Drosophila chamundiensis
- Drosophila comoe
- Drosophila comosa
- Drosophila condormachay
- Drosophila couturieri
- Drosophila crassa
- Drosophila curvicapillata
- Drosophila debilis
- Drosophila decolor
- Drosophila diama
- Drosophila dumuya
- Drosophila dyaramankana
- Drosophila editinares
- Drosophila fluvialis
- Drosophila fumifera
- Drosophila gigas
- Drosophila guacamaya
- Drosophila guangdongensis
- Drosophila hoozani
- Drosophila impudica
- Drosophila jucunda
- Drosophila khansuensis
- Drosophila kulouriensis
- Drosophila kuoni
- Drosophila kweichowensis
- Drosophila latebuccata
- Drosophila latecarinata
- Drosophila leukorrhyna
- Drosophila limbiventris
- Drosophila lividinervis
- Drosophila longifrons
- Drosophila macropolia
- Drosophila maculinotata
- Drosophila mitis
- Drosophila momortica
- Drosophila mucunae
- Drosophila nainitalensis
- Drosophila nigrasplendens
- Drosophila nutrita
- Drosophila obscurata
- Drosophila obscuricolor
- Drosophila ophthalmitis
- Drosophila painii
- Drosophila papallacta
- Drosophila paramarginata
- Drosophila paucilineata
- Drosophila paunii
- Drosophila penidentata
- Drosophila penispina
- Drosophila periquito
- Drosophila persicae
- Drosophila pictifrons
- Drosophila pilocornuta
- Drosophila pollinospadix
- Drosophila ponderosa
- Drosophila ponera
- Drosophila pugyu
- Drosophila punctatipennis
- Drosophila punctatonervosa
- Drosophila ranchograndensis
- Drosophila reticulata
- Drosophila rumipamba
- Drosophila runduloma
- Drosophila sannio
- Drosophila scioptera
- Drosophila serenensis
- Drosophila setapex
- Drosophila sexlineata
- Drosophila silvata
- Drosophila sinuata
- Drosophila sogo
- Drosophila spinula
- Drosophila strigiventris
- Drosophila surangensis
- Drosophila suturalis
- Drosophila talasica
- Drosophila tibialis
- Drosophila tibudu
- Drosophila tranquilla
- Drosophila tschirnhausi
- Drosophila tuchaua
- Drosophila upoluae